# Giulio Giustiniani
Giulio Giustiniani (* 1543 auf Chios; † 18. April 1616 in Livorno) war Bischof von Ajaccio.

## Biografie
Giulio Giustiniani wurde wahrscheinlich 1543 auf Chios als Sohn von Pietro und Maria Giustiniani geboren. Die Eltern gehörten zwei verschiedenen Zweigen der Familie Giustiniani aus Genua an. Neben der Herrschaft über die Insel Chios spielten Mitglieder der Familie Giustiniani eine führende Rolle im politischen Leben der Republik Genua. Die Mutter war außerdem die Schwester von Kardinal Vincenzo Giustiniani und die Tante eines anderen Kardinals, Benedetto.
Giulio wollte nach Italien gehen, um sein Studium abzuschließen. 1566 besetzte Sultan Süleyman I. die Insel und die Familie wurde gefangen genommen. Erst nach 4 Jahren konnte eine Befreiung erwirkt werden. Nach seiner Freilassung reiste Giulio zunächst nach Perugia und dann nach Pisa, um seine Studien fortzusetzen, die er als Doktor der Rechte abschloss. Am 28. September 1587 wurde er zum Bischof von Ajaccio ernannt und im Oktober 1587 erhielt er seine Weihe (genaues Datum unbekannt). 
In Ajaccio organisierte er die religiösen Strukturen neu und kümmerte sich um den Wiederaufbau der Kathedrale. Er unterstützte die Bevölkerung gegen die Ansprüche der genuesischen Feudalherren. Auf Befehl des Papstes musste Giulio Anfang 1616 nach Rom reisen. Nach der Abreise wurde er plötzlich krank und verstarb am 18. April 1616 in Livorno.